# Aceleración por hardware

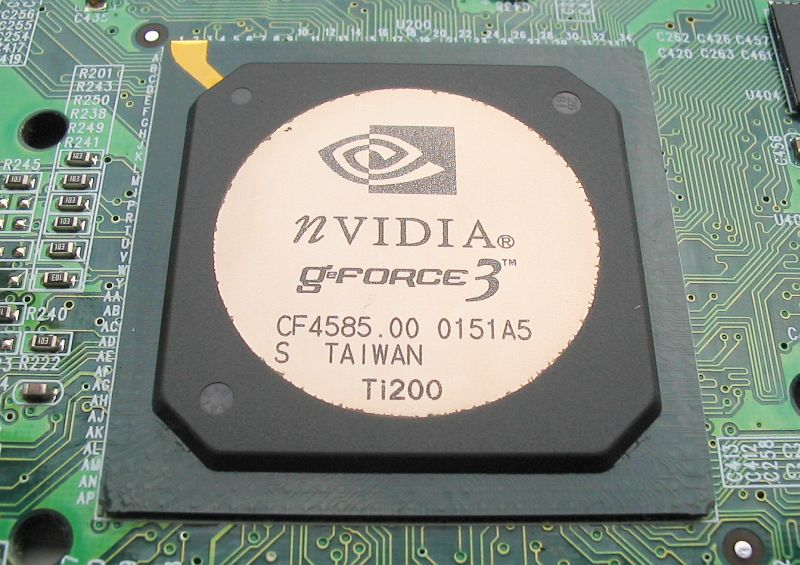
Un acelerador gráfico.

En informática, la aceleración por hardware es el uso del hardware para realizar alguna función más rápido de lo que es posible usando software ejecutándose en una CPU de propósito general. Ejemplos de aceleración por hardware incluyen aceleración de la funcionalidad de Bit blit en los GPU e instrucciones para operaciones complejas en los CPU.
El hardware que realiza la aceleración, cuando se encuentra en una unidad separada de la CPU, es denominado acelerador por hardware, o a menudo más específicamente como un acelerador gráfico o unidad de coma flotante, etc. Estos términos, sin embargo, son antiguos y se han sustituido por términos menos descriptivos como "placa de vídeo" o "placa gráfica".

## Ejemplos
- Unidad de procesamiento gráfico
- Circuito integrado de aplicación específica
- Field-programmable gate array
- Cryptographic accelerator
- Acelerador de Inteligencia Artificial
- Acelerador de Expresión regular
- Acelerador de Compresión de datos